# قصير الأجل 12
قصير الأجل 12 (بالإنجليزية: Short Term 12)‏ هُو فيلم دراما مُستقل أمريكي صدر سنة 2013 وألفه وأخرجه المُخرج ديستان دانيال كريتون. بُني الفيلم بشكل أساسي على فيلم قصير لكريتون يحمل نفس الاسم أنتجه سنة 2009. الفيلم من بُطولة بري لارسون في دور غرايس هوارد، مع مُشاركة كُل من جون غالاغر جونيور وكايتلين ديفير ورامي مالك ولاكيث ستانفيلد وميلورا والترز في أدوار ثانوية. يُعد هذا الفيلم أول دور بُطولة تُؤديه بري لارسون في مسيرتها الفنية.
اعتمد كريتون في تأليفه لقصة هذا الفيلم على تجربته الخاصة حين عمل في مركز لرعاية المُراهقين، حيث أنتج في البداية فيلمًا قصيرًا حول هذه التجربة، ثم حوله لاحقًا إلى هذا الفيلم الطويل. وقع طاقم الإنتاج مع كُل من بري لارسون وجون غالاغر جونيور بعد أن اجتازا تجارب الأداء عبر سكايب بنجاح، في حين اختير مُعظم الأطفال الذين ظهروا في الفيلم بعد أن اجتازوا بدورهم تجارب الأداء عن طريق مُكالمات هاتفية. استغرقت مرحلة التصوير الرئيسي لمشاهد الفيلم أكثر من عشرين يومًا، وذلك خلال شهر سبتمبر من سنة 2012 في لوس أنجلوس في ولاية كاليفورنيا.
عُرض فيلم قصير الأجل 12 لأول مرة في 10 مارس 2013 في مهرجان ساوث باي ساوث واست، وقد فاز الفيلم في هذا المهرجان بجائزة لجنة التحكيم الكبرى وجائزة الجمهور لأفضل فيلم روائي. أصدرت شركة سينيديم [الإنجليزية] الفيلم للعرض المسرحي في الولايات المتحدة في 23 أغسطس 2013. حقق الفيلم إيرادات مُهمة على الرغم من أنه صدر بشكلٍ محدود [الإنجليزية]، حيث بلغ إجمالي أرباحه أكثر من 2,3 مليون دولار، وذلك مُقابل ميزانية إنتاج كانت أقل من مليون دولار. أشاد مُعظم النقاد بواقعية الفيلم وحميميته، وأيضا بأداء لارسون وبسيناريو وإخراج كريتون. يُعتبر الفيلم من أفضل الأفلام في سنة 2013، حيث أُدرج في العديد من قوائم أفضل الأفلام لتلك السنة. أدرج المجلس الوطني للمراجعة هذا الفيلم ضمن قائمة أفضل 10 أفلام مُستقلة [الإنجليزية] في سنة 2013. حصل الفيلم على 3 ترشيحات ضمن حفل توزيع جوائز الروح المستقلة، منها جائزة أفضل مُمثلة في دور رئيسي للارسون.

## القصة
غرايس هوارد هي شابة مُشرفة على دار لرعاية المُراهقين المُعرضين للخطر تُدعى «قصير الأجل 12» (بالإنجليزية: Short Term 12)‏. تعيش غرايس مع صديقها وزميلها مايسون مُنذ فترة طويلة، لكنها تجد صعوبة في الانفتاح عليه عاطفياً. عندما تكتشف غرايس أنها حامل، تُحدد موعدًا مع الطبيب لإجهاض هذا الحمل. في نهاية الأمر، أخبرت غرايس مايسون عن هذا الحمل، الأمر الذي جعله سعيدا للغاية. لكن لم تخبره أنها تُخطط لإجراء عملية إجهاض. يُركز غرايس ومايسون جهودهما على ماركوس، وهو مُراهق يُقيم في دار الرعاية، لكنه على وشك أن يبلغ من العُمر 18 عامًا، وهُو الأمر الذي يعني احتمال مُغادرته لدار الرعاية.
تولت غرايس رعاية جايدن كول، وهي مُراهقة أتت مُؤخرا إلى دار الرعاية، لكنها كانت تُؤذي نفسها كثيرا. تنأى جايدن بنفسها عن المُراهقين الآخرين، حيث أنها كانت لا تنوي البقاء في المُنشأة لفترة طويلة. عندما لم يأتي والدها لاصطحابها في عيد ميلادها، تثور في وجه كُل مُوظفي دار الرعاية. بعد لحظة هدوء أعقبت لحظة هيجانها، تجلس غرايس قليلا مع جايدن في غُرفة هادئة، حيث تُري غرايس لجايدن بعض ندوبها الناتجة عن أذية نفسها. في تلك الليلة، غادرت جايدن المُنشأة في مُنتصف الاحتفالات بعيد ميلادها. لم تكُن غرايس قادرة على إجبارها على العودة إلى دار الرعاية، لذلك تبعتها إلى منزل والدها. بعد اكتشافهما بأن لا أحد في المنزل، تعود غرايس وجايدن إلى دار الرعاية. عندما تقرأ جايدن لغرايس قصة غامضة كتبتها، بدأت غرايس تشك في أن جايدن قد تعرضت للسوء والإيذاء من لدن والدها.
في حفلة أقامها والدا مايسون بالتبني، يقترح هذا الأخير على غرايس الزواج منه، وهُو الأمر الذي قبلته غرايس. في صباح اليوم التالي، شعرت غرايس بالضيق بعد تلقيها لمُكالمة هاتفية، أخبرها فيها المُتصل بأن والدها قد أُطلق سراحه من السجن. أراد مايسون أن يُواسي غرايس، لكنها ترفض ذلك بشدة. بعد وصولها إلى دار الرعاية، اكتشفت غرايس بأن جايدن قد غادرت الدار رُفقة والدها. غضبت غرايس من قرار إعادة جايدن إلى والدها، لكن رئيسها في العمل أكد لها بأن جايدن أنكرت تعرضها للإيذاء من لدن والدها. في وقت لاحق من ذلك اليوم، اكتشفت غرايس بأن ماركوس قد حاول الانتحار بعد موت سمكته.
أثناء انتظارها في المُستشفى الذي كان يُعالج فيه ماركوس من مُضاعفات مُحاولة الانتحار، تنهار غرايس فجأة. ينزعج مايسون بعد أن رفضت غرايس التحدث معه عما تشعر به؛ بدلاً من ذلك، أخبرته بأنها لم تعد ترغب في الزواج منه، وأنها تُخطط لإجراء عملية إجهاض. عادت غرايس إلى منزل والد جايدن واقتحمته، عازمة على قتله أثناء نومه، لكن جايدن قاطعتها، واقترحت عليها تحطيم سيارته بدلاً من ذلك. أخبرت غرايس جايدن أنها تعرضت للإيذاء الجنسي من قبل والدها. بعد أن أظهرت جايدن لغرايس بعض الكدمات الناتجة عن ضرب والدها لها، عادت الاثنتان إلى دار الرعاية، حيث أبلغت جايدن مسؤولي الدار بأن والدها يُعنفها جسديا. تعود غرايس إلى المنزل لتعتذر لمايسون، هذا الأخير يُخبرها أن ماركوس سيتعافى من مُضاعفات مُحولة الانتحار.
بعد مرور عدة أسابيع، بدأت غرايس في زيارة طبيب نفسي. ظهرت وهي تشاهد تخطيط الصدى التوليدي لجنينها مع مايسون. يخبر مايسون بقية مُوظفي دار الرعاية عن جديد ماركوس، وعن أنه يتعافى بشكل جيد ولديه صديقة.

## طاقم التمثيل
- بري لارسون في دور غرايس هوارد.
- جون غالاغر جونيور في دور مايسون.
- كايتلين ديفير في دور جايدن كول.
- رامي مالك في دور نايت.
- لاكيث ستانفيلد في دور ماركوس.
- كيفن هيرنانديز في دور لويس.
- ميلورا والترز في دور الدكتورة هاندلر.
- ستيفاني بياتريس في دور جيسيكا.
- ليديا دي فو في دور كيندرا.
- أليكس كولواي في دور سامي.
- فرانتز تورنر في دور جاك.
- ديانا ماريا ريفا في دور الممرضة بيث.

## الإنتاج

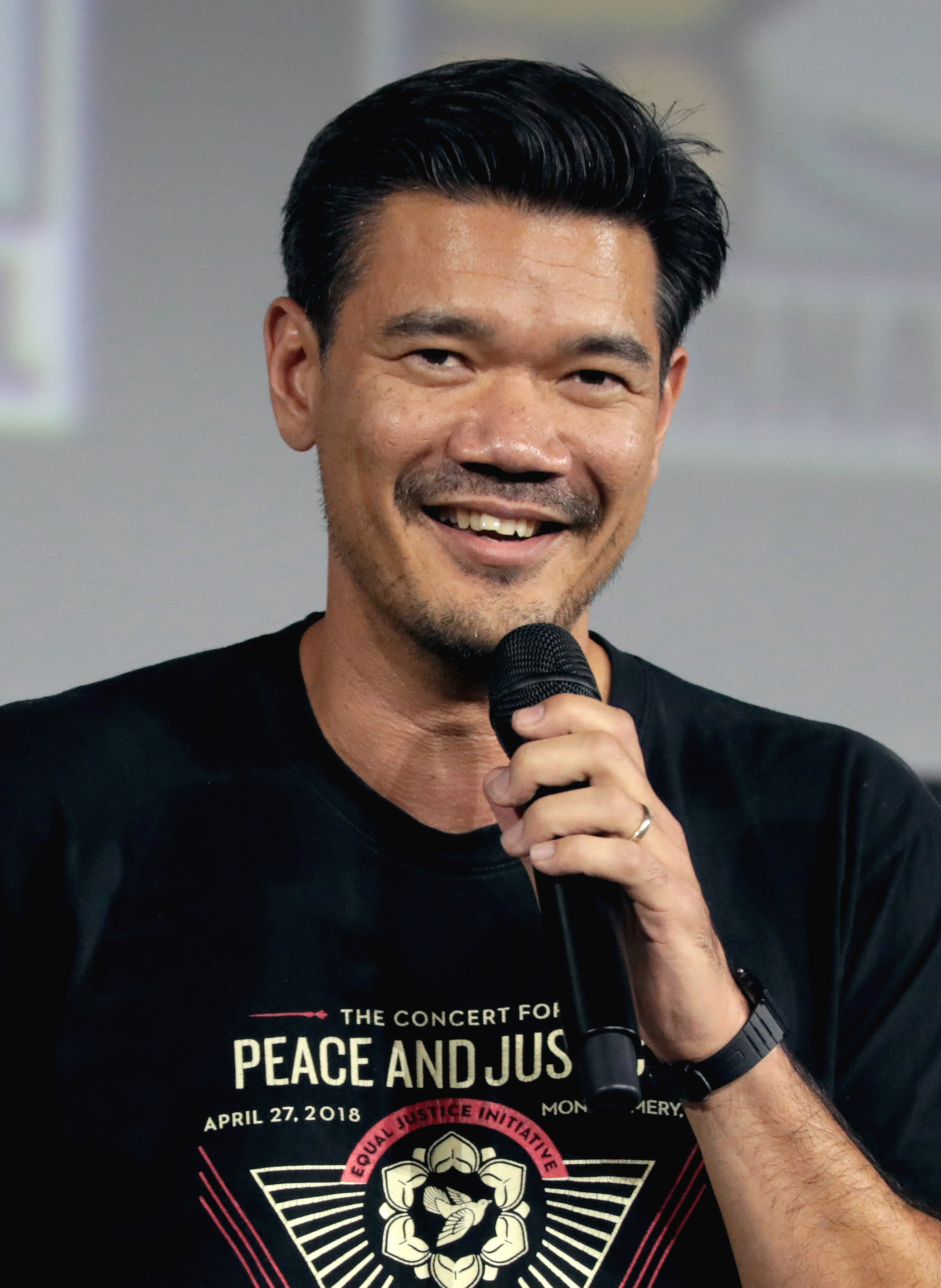
استند المُخرج ديستان دانيال كريتون في فيلمه «قصير المدى 12» على تجربته في العمل في دار رعاية مُماثلة.

كان مشروع فيلم «قصير الأجل 12» في البداية عبارة عن مشروع فيلم قصير يُخرجه ديستان دانيال كريتون، حيث اعتمد فيه على تجربته حين عمل لمُدة عامين كمُوظف في دار رعاية للمُراهقين. كان هذا الفيلم القصير أيضا جُزءا من أطروحته للحُصول على درجة الماجستير في العمل السينمائي من جامعة ولاية سان دييغو. بلغت مُدة الفيلم القصير 22 دقيقة، وعُرض لأول مرة في دورة سنة 2009 [الإنجليزية] من مهرجان صاندانس السينمائي الدولي، وقد فاز كريتون خلال هذه الدورة بجائزة لجنة التحكيم الخاصة بالأفلام القصيرة. بعد تخرجه من مدرسة السينما، قرر كريتون تكييف هذا الفيلم القصير وتحويله إلى فيلم طويل. في عام 2010، فاز بإحدى زمالات نيكول الخمس في كتابة السيناريو [الإنجليزية] التي تُقدمها أكاديمية فنون وعلوم الصور المتحركة. كان تغيير جنس الشخصية الرئيسية في الفيلم أكبر تغيير قام به كريتون عند تحويله لسيناريو الفيلم القصير إلى سيناريو فيلم طويل، حيث غير شخصية دينيم التي أداها براد ويليام هينكي في الفيلم القصير، إلى شخصية جديدة أسماها غرايس، وهي امرأة شابة وإحدى المُشرفات في دار الرعاية. أجرى كريتون بحثًا عن مُنشآت مماثلة وأجرى مُقابلات مع عدة موظفين سابقين في هذه المُنشآت، كما أشار فيم بعد إلى أن السيناريو تضمن قصصًا رواها له بعض الأطفال الذين كانوا نُزلاء في دور الرعاية هذه، وذلك خلال مُقابلاته معهُم.
اجتازت بري لارسون تجربة الأداء الخاصة بشخصية غرايس عبر سكايب، وذلك بعد أن أرسل لها طاقم الإنتاج نص السيناريو. اختير جون غالاغر جونيور لأداء شخصية مايسون بعد مُحادثة له مع كريتون عبر سكايب، واصفًا السيناريو بأنه «ربما يكون أفضل سيناريو أُرسل له على الإطلاق». استعد لارسون وغالاغر لأدوارهما من خلال مُتابعة طاقم عمل في دار رعاية مُشابهة لتلك الموجودة في الفيلم، كما تعاون الثنائي على كتابة جُزء من السيناريو الخاص بشخصيتيهما. كان لاكيث ستانفيلد المُمثل الوحيد من الفيلم القصير الأصلي الذي أعاد تمثيل نفس دوره في الفيلم القصير. عانى كريتون كثيرا في مسألة ربط التواصل مع ستانفيلد قبل انطلاق مرحلة تصوير الفيلم سنة 2012، حيث أن ستانفيلد كان قد قرر اعتزال التمثيل وفسخ العلاقة التي تربطه بوكيل أعماله، ولكن مما صعب الأمر أكثر هُو أن ستانفيلد لم يكن يمتلك هاتفًا خلويًا، لكن في نهاية الأمر تمكن كريتون من الوصول إليه عبر البريد الإلكتروني وأبلغه بخبر اختياره للمُشاركة في تجارب الأداء الخاصة بالفيلم. اختير مُعظم الأطفال الذين ظهروا في الفيلم بعد أن اجتازوا بدورهم تجارب الأداء عن طريق مُكالمات هاتفية، ولم تكن لدى مُعظمهم خبرة سابقة في التمثيل. وجد أليكس كولواي، الذي لعب دور سامي، خبر تجارب الأداء الخاصة بالفيلم من خلال شركة كريغزليست، وقد فاز أليكس بالدور في النهاية بعد أن أرسل تجربة أدائه من خلال فيديو سجله عبر هاتفه الخلوي.
دامت فترة التصوير الرئيسي لمشاهد الفيلم لأكثر من 20 يوما، وذلك خلال شهر سبتمبر من سنة 2012. صُورت جُل مشاهد الفيلم في لوس أنجلوس، وقد صُورت المشاهد الخاصة بدار الرعاية في دار رعاية سابقة تقع بالقرب من حي سيلمار [الإنجليزية] في نفس المدينة. تكلف نات ساندرز [الإنجليزية] بعملية تحرير الفيلم بالتزامن مع مرحلة التصوير. كانت النسخة الأصلية للفيلم والنسخة المُختصرة للمُخرج تتجاوزان ساعتين من الزمن، في حين أراد كريتون أن لا تتجاوز مُدة النسخة النهائية من الفيلم 100 دقيقة (ساعة و40 دقيقة). قال ساندرز بأن النسخة الأصلية للفيلم كانت جد ثقيلة وأنها قد تجعل المُشاهد مما لاشك فيه «يشعر بالاكتئاب الشديد تجاه الإنسانية»، لذلك حذف عددا من المشاهد أو اقتطع منها «لتهدئة» مزاج الفيلم، لتبلُغ مُدة النسخة النهائية من الفيلم في الأخير 96 دقيقة (ساعة و36 دقيقة).

## الصدور
عُرض فيلم قصير المدى 12 لأول مرة في مارس 2013، وذلك في مهرجان ساوث باي ساوث واست السينمائي في مدينة أوستن في ولاية تكساس الأمريكية، حيث فاز بجوائز لجنة التحكيم الكبرى لأفضل فيلم طويل وجائزة الجمهور لأفضل فيلم طويل. اشترت شركة الإنتاج الأمريكية سينيديغم [الإنجليزية] حقوق توزيع الفيلم. أقيم العرض الدولي الأول للفيلم خارج الولايات المُتحدة في مهرجان لوكارنو السينمائي الدولي [الإنجليزية]، وذلك في أغسطس 2013، وقد قوبل هُناك بحفاوة بالغة.
في دور السينما، صدر الفيلم للعرض السينمائي بشكل محدود [الإنجليزية]. في 23 أغسطس، بدأ عرض الفيلم في المسارح ودور السينما في مُدن لوس أنجلوس ونيويورك. ثُم في عطلة نهاية الأسبوع التي تلت، توسع الأمر ليشمل مُدن فينيكس وواشنطن العاصمة وفيلادلفيا وبوسطن وبيركلي. ازداد عدد المُدن التي عُرض فيها الفيلم بشكل تدريجي، حيث عُرض في المزيد من المُدن وقاعات السينما، وقد استمر هذا الازدياد في عدد المُدن إلى غاية تاريخ 13 سبتمبر 2013.

## الاستقبال

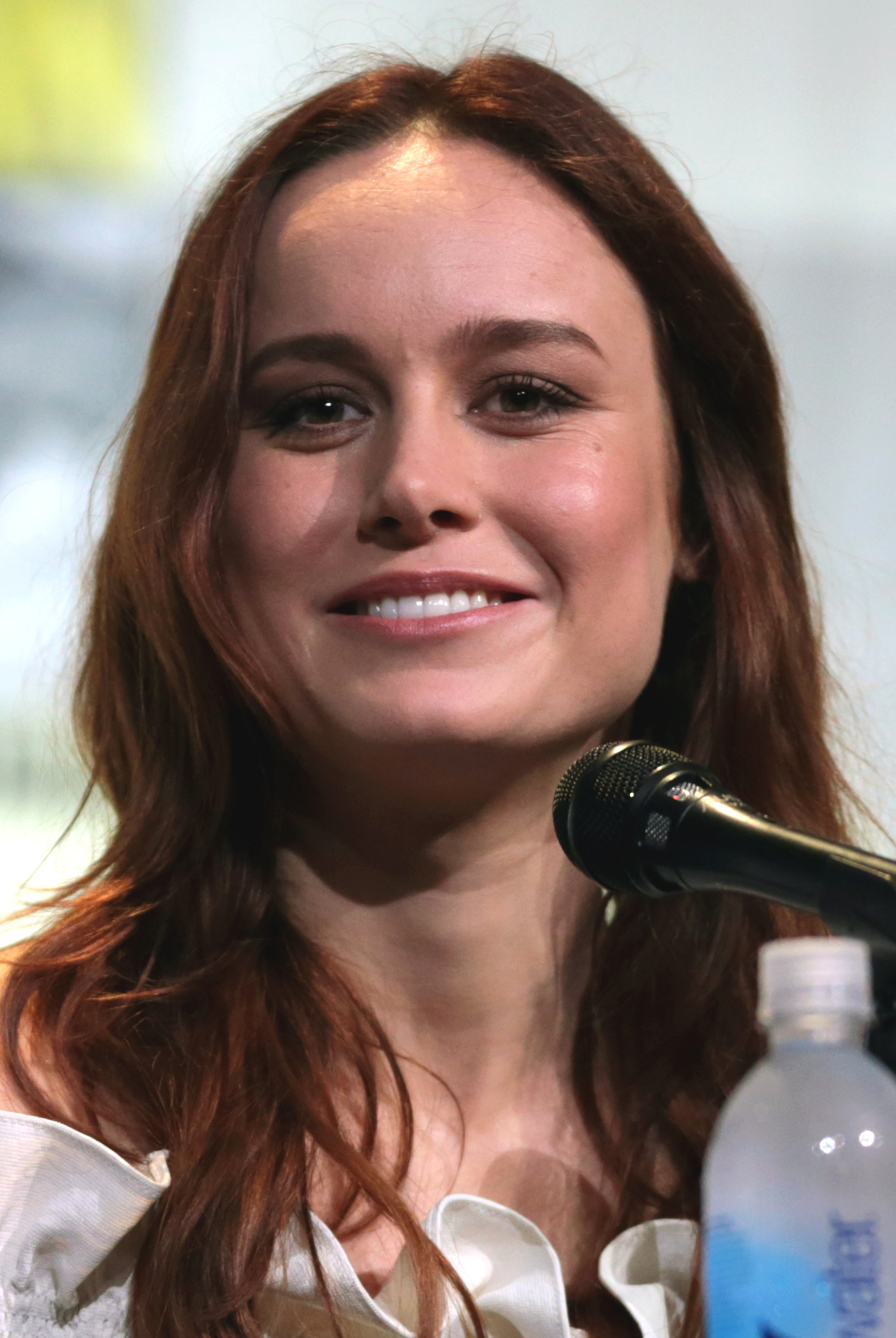
أشاد العديد من النقاد بأداء بري لارسون في هذا الفيلم، خصوصا وأنه كان أول دور رئيسي تُؤديه في مسارها الفني.

### شباك التذاكر
حقق الفيلم في عطلة نهاية الأسبوع الافتتاحية إيرادات بلغ مجموعها 56,206 دولار أمريكي، حيث عُرض في أربعة مسارح، أي بمُتوسط 14,052 دولار لكل مسرح، وهُو المبلغ الذي اعتبره مارك هيوز عن مجلة فوربس بأنه نتيجة وأداء قويين. بشكل عام، حصد الفيلم في أمريكا الشمالية إيرادات بقيمة 1,013,100، على مدى 26 أسبوعا من العرض في دور السينما، في حين بلغ مجموع المسارح التي عُرض فيها الفيلم 75 مسرحا. حقق الفيلم خارج الولايات المتحدة إيرادات بلغ مجموعها 632,064 دولار أمريكي، ليبلُغ بذلك مجموع الإيرادات العالمية للفيلم مبلغ 1,645,164 دولار أمريكي.

### الاستقبال النقدي
حظي الفيلم بإشادة كبيرة من النقاد في المُجمل. فعلى موقع الطماطم الفاسدة، حصل الفيلم على نسبة مُوافقة بلغت 98٪ بناءً على 172 مُراجعة نقدية، مع مُتوسط تقييم بلغ 8.36/10. أجمع نقاد هذا الموقع على أن فيلم قصير الأجل 12 يُمكن اعتباره «دراما رائعة لافتة للنظر وكاشفة لبعض الحقائق، كما وتجذب الجمهور إلى منظور الشباب المُهمَلين.» أما على موقع ميتاكريتيك، فقد حصل الفيلم على تنقيط 82 من أصل 100، بناءً على 36 مُراجعة نقدية، مما يشير إلى «الإشادة العالمية» للنقاد بهذا الفيلم.
كتب جيرمان لوسير عن مُدونة وموقع سلاش فيلم [الإنجليزية] بأن فيلم «قصير الأجل 12»، «كان كل شيء فيه يبدو مثاليًا وساحرا، وهو مثال لامع ورائع عما تدور حوله السينما»، مُضيفًا «بأن أداء طاقم التمثيل كان رائعا، وأن السيناريو كان ثاقبا، وأن الإخراج كان جميلا. إنه فيلم خاص جدًا.» أما على مجلة فارايتي، فقد كتب الناقد بيتر دوبريج بأن «فيلم قصير الأجل 12 فيلم مُذهل ... إنه عبارة عن دراما بشرية مُقنعة تكشف باستمرار عن أشياء جديدة عن شخصياتها.» في مُراجعة لصحيفة لوس أنجلوس تايمز، وصف كينيث توران فيلم قصير الأجل 12 بأنه «مُعجزة صغيرة»، وبأنه «فيلم ذو طبيعة وتعاطف استثنائيين»، وبأنه«مليء بالحركة وحميمي»، كما أشاد بشكل خاص بصدق الفيلم ومعقوليته. من ناحية أخرى، انتقد بيتر برادشو عن صحيفة الغارديان مصداقية الفيلم، واصفًا إياه بأنه «حسن النية، ولكنه غير أصيل إلى حد ما» مع «نهاية لطيفة للغاية لدرجة يصعب تصديقها».
وصف جون ديفور عن هوليوود ريبورتر فيلم قصير الأجل 12 بأنه فيلم «مُؤثر ومُخلص» و«مُتوازن» وبأن «تصوير بريت بولاك والإخراج غير العاطفي لكريتون جعلا الفيلم يكون صريحا خُصوصا فيم يتعلق بالنواقض الكبيرة في حياة شخصيات الفيلم». أشادت مانولا دارغيس عن صحيفة نيويورك تايمز بإخراج كريتون، قائلة بأنه «يأتي بك إلى هذا المنزل الجماعي المُختلط وحياة سكانه بشكل عرضي، مع الصور والمشاهد التي، بغض النظر عن مدى شفافيتها، تشعر وكأن كُل شيء غير مُتوقع.»
أشاد العديد من النقاد بأداء بري لارسون بشكل خاص. كتبت كاتي والش عن إندي واير بأن «[لارسون] نجحت في نقل شخصيتين مُتناقضتين تماما، الأولى شخص شرس وقوي وصلب، والثاني شخص هش تمامًا وحساس وخائف ومُحطم.. . إنه أداء عاطفي وجسدي لا يُصدق، والأمر في حد ذاته زوبعة.» شعر الناقد إيان فرير عن مجلة إمباير بأن لارسون قدمت «يُشبه الدرويش في دورانه.. . هي، مثل الفيلم، تُحطم قلبك وترفع روحك بضربة واحدة.»

## الجوائز والترشيحات
| حفل توزيع الجوائز                                              | تاريخ الحفل    | الجائزة                               | المُستلم (ة) للجائزة                                                                               | النتيجة       | مرجع                 |
| -------------------------------------------------------------- | -------------- | ------------------------------------- | ------------------------------------------------------------------------------------------------- | ------------- | -------------------- |
| جوائز جمعية أوستن لنقاد السينما [الإنجليزية]                   | 17 ديسمبر 2013 | أفضل فيلم                             | قصير الأجل 12                                                                                     | رُشِّح           | [ 31 ] [ 32 ] [ 33 ] |
| جوائز جمعية أوستن لنقاد السينما [الإنجليزية]                   | 17 ديسمبر 2013 | أفضل مُمثلة                            | بري لارسون                                                                                        | فوز           | [ 31 ] [ 32 ] [ 33 ] |
| جوائز جمعية أوستن لنقاد السينما [الإنجليزية]                   | 17 ديسمبر 2013 | أفضل مُمثلة صاعدة                      | بري لارسون                                                                                        | فوز           | [ 31 ] [ 32 ] [ 33 ] |
| جوائز بلاك ريل [الإنجليزية]                                    | 13 فبراير 2014 | أفضل مُمثل في دور مُساعد [الإنجليزية]   | لاكيث ستانفيلد                                                                                    | رُشِّح           | [ 34 ]               |
| جوائز بلاك ريل [الإنجليزية]                                    | 13 فبراير 2014 | أفضل مُمثل صاعد [الإنجليزية]           | لاكيث ستانفيلد                                                                                    | رُشِّح           | [ 34 ]               |
| جوائز جمعية بوسطن لنقاد السينما                                | 8 ديسمبر 2013  | أفضل مُمثلة [الإنجليزية]               | بري لارسون                                                                                        | المركز الثاني | [ 35 ]               |
| جوائز جمعية بوسطن أونلاين لنقاد السينما                        | 16 يناير 2014  | أفضل مُمثلة                            | بري لارسون                                                                                        | المركز الثاني | [ 36 ]               |
| جوائز جمعية شيكاغو لنقاد السينما                               | 16 ديسمبر 2013 | أفضل مُمثلة [الإنجليزية]               | بري لارسون                                                                                        | رُشِّح           | [ 37 ]               |
| جوائز جمعية شيكاغو لنقاد السينما                               | 16 ديسمبر 2013 | أفضل مُخرج صاعد                        | ديستان دانيال كريتون                                                                              | فوز           | [ 37 ]               |
| جوائز اختيار النقاد للأفلام                                    | 16 يناير 2014  | أفضل مُمثلة                            | بري لارسون                                                                                        | رُشِّح           | [ 38 ]               |
| جوائز جمعية ديترويت لنقاد السينما [الإنجليزية]                 | 13 ديسمبر 2013 | أفضل فيلم                             | قصير الأجل 12                                                                                     | رُشِّح           | [ 39 ]               |
| جوائز جمعية ديترويت لنقاد السينما [الإنجليزية]                 | 13 ديسمبر 2013 | أفضل مُمثلة                            | بري لارسون                                                                                        | فوز           | [ 39 ]               |
| جوائز جمعية ديترويت لنقاد السينما [الإنجليزية]                 | 13 ديسمبر 2013 | أفضل مُمثلة صاعدة                      | بري لارسون                                                                                        | فوز           | [ 39 ]               |
| جوائز جمعية ديترويت لنقاد السينما [الإنجليزية]                 | 13 ديسمبر 2013 | أفضل سيناريو                          | ديستان دانيال كريتون                                                                              | رُشِّح           | [ 39 ]               |
| جوائز دوريان                                                   | 2 ديسمبر 2013  | فيلم السنة                            | قصير الأجل 12                                                                                     | فوز           | [ 40 ]               |
| جوائز مهرجان غينت السينمائي الدولي [الإنجليزية]                | 22 أكتوبر 2013 | جائزة اختيار العموم                   | قصير الأجل 12                                                                                     | فوز           | [ 41 ]               |
| جوائز غوثام                                                    | 2 ديسمبر 2013  | أفضل مُمثلة                            | بري لارسون                                                                                        | فوز           | [ 42 ]               |
| جوائز مهرجان هامبتونز السينمائي الدولي [الإنجليزية]            | 14 أكتوبر 2013 | أفضل مُمثلة صاعدة                      | بري لارسون                                                                                        | فوز           | [ 43 ]               |
| جوائز إندي واير كريتيكس بول [الإنجليزية]                       | 17 ديسمبر 2013 | أفضل مُمثلة في دور رئيسي               | بري لارسون                                                                                        | المركز السادس | [ 37 ]               |
| جوائز إندي واير كريتيكس بول [الإنجليزية]                       | 17 ديسمبر 2013 | أفضل 50 فيلم في السنة                 | قصير الأجل 12                                                                                     | المرتبة 16    | [ 37 ]               |
| جوائز الروح المستقلة                                           | 1 مارس 2014    | أفضل مُمثلة رئيسية                     | بري لارسون                                                                                        | رُشِّح           | [ 44 ]               |
| جوائز الروح المستقلة                                           | 1 مارس 2014    | أفضل مُمثل مُساعد                       | لاكيث ستانفيلد                                                                                    | رُشِّح           | [ 44 ]               |
| جوائز الروح المستقلة                                           | 1 مارس 2014    | أفضل مونتاج                           | نات ساندرز                                                                                        | فوز           | [ 44 ]               |
| جوائز جمعية نقاد السينما في لوس أنجلوس                         | 8 ديسمبر 2013  | أفضل مُمثلة [الإنجليزية]               | بري لارسون                                                                                        | المركز الثاني | [ 45 ]               |
| جوائز مهرجان لوكارنو السينمائي الدولي [الإنجليزية]             | 17 أغسطس 2013  | الفهد الذهبي [الإنجليزية]             | قصير الأجل 12                                                                                     | رُشِّح           | [ 46 ]               |
| جوائز مهرجان لوكارنو السينمائي الدولي [الإنجليزية]             | 17 أغسطس 2013  | أفضل مُمثلة                            | بري لارسون                                                                                        | فوز           | [ 46 ]               |
| جوائز مهرجان لوكارنو السينمائي الدولي [الإنجليزية]             | 17 أغسطس 2013  | جائزة لجنة التحكيم (المسابقة الدولية) | ديستان دانيال كريتون                                                                              | فوز           | [ 46 ]               |
| جوائز مهرجان لوكارنو السينمائي الدولي [الإنجليزية]             | 17 أغسطس 2013  | جائزة لجنة التحكيم                    | ديستان دانيال كريتون                                                                              | فوز           | [ 46 ]               |
| جوائز مهرجان لوس أنجلوس السينمائي                              | 23 يونيو 2013  | جائزة الجمهور لأفضل فيلم روائي طويل   | قصير الأجل 12                                                                                     | فوز           | [ 47 ]               |
| جوائز مهرجان ليتل روك [الإنجليزية]                             | 19 مايو 2013   | أفضل فيلم طويل                        | قصير الأجل 12                                                                                     | فوز           | [ 48 ]               |
| جوائز مهرجان ماوي السينمائي [الإنجليزية]                       | 18 يونيو 2013  | أفضل فيلم درامي                       | قصير الأجل 12                                                                                     | فوز           | [ 49 ] [ 50 ]        |
| جوائز مهرجان ماوي السينمائي [الإنجليزية]                       | 18 يونيو 2013  | أفضل نجم صاعد                         | بري لارسون                                                                                        | فوز           | [ 49 ] [ 50 ]        |
| جوائز مهرجان نانتاكيت السينمائي [الإنجليزية]                   | 30 يونيو 2013  | أفضل سيناريو في فيلم طويل             | ديستان دانيال كريتون                                                                              | فوز           | [ 51 ]               |
| جوائز الجمعية الوطنية لنقاد السينما [الإنجليزية]               | 4 يناير 2014   | أفضل مُمثلة [الإنجليزية]               | بري لارسون                                                                                        | المركز الثاني | [ 52 ]               |
| جوائز المجلس الوطني للمراجعة                                   | 4 ديسمبر 2013  | أفضل الأفلام المُستقلة                 | قصير الأجل 12                                                                                     | فوز           | [ 53 ]               |
| جوائز جمعية أونلاين لنقاد السينما [الإنجليزية]                 | 16 ديسمبر 2013 | أفضل فيلم [الإنجليزية]                | قصير الأجل 12                                                                                     | رُشِّح           | [ 54 ]               |
| جوائز جمعية أونلاين لنقاد السينما [الإنجليزية]                 | 16 ديسمبر 2013 | أفضل مُمثلة [الإنجليزية]               | بري لارسون                                                                                        | رُشِّح           | [ 54 ]               |
| جوائز جمعية أونلاين لنقاد السينما [الإنجليزية]                 | 16 ديسمبر 2013 | أفضل سيناريو مقتبس [الإنجليزية]       | ديستان دانيال كريتون                                                                              | رُشِّح           | [ 54 ]               |
| جوائز جمعية سان دييغو لنقاد السينما [الإنجليزية]               | 11 ديسمبر 2013 | أفضل فيلم [الإنجليزية]                | قصير الأجل 12                                                                                     | رُشِّح           | [ 55 ]               |
| جوائز جمعية سان دييغو لنقاد السينما [الإنجليزية]               | 11 ديسمبر 2013 | أفضل مُخرج [الإنجليزية]                | ديستان دانيال كريتون                                                                              | رُشِّح           | [ 55 ]               |
| جوائز جمعية سان دييغو لنقاد السينما [الإنجليزية]               | 11 ديسمبر 2013 | أفضل سيناريو مقتبس [الإنجليزية]       | ديستان دانيال كريتون                                                                              | رُشِّح           | [ 55 ]               |
| جوائز جمعية سان دييغو لنقاد السينما [الإنجليزية]               | 11 ديسمبر 2013 | أفضل مُمثلة [الإنجليزية]               | بري لارسون                                                                                        | رُشِّح           | [ 55 ]               |
| جوائز جمعية سان دييغو لنقاد السينما [الإنجليزية]               | 11 ديسمبر 2013 | أفضل أداء جماعي [الإنجليزية]          | قصير الأجل 12                                                                                     | رُشِّح           | [ 55 ]               |
| جوائز دائرة سان فرانسيسكو لنقاد السينما [الإنجليزية]           | 15 ديسمبر 2013 | أفضل مُمثلة [الإنجليزية]               | بري لارسون                                                                                        | رُشِّح           | [ 56 ]               |
| جوائز مهرجان سانتا باربارا السينمائي الدولي [الإنجليزية]       | 4 فبراير 2014  | جائزة فيرتيوزو                        | بري لارسون                                                                                        | فوز           | [ 57 ]               |
| جوائز ساتالايت                                                 | 23 فبراير 2014 | أفضل أغنية أصلية [الإنجليزية]         | أغنية: "(بالإنجليزية: So You Know What It's Like)‏"، من كتابة لاكيث ستانفيلد وديستان دانيال كريتون | رُشِّح           | [ 58 ]               |
| جوائز ساوث باي ساوث واست                                       | 16 مارس 2013   | أفضل فيلم طويل                        | قصير الأجل 12                                                                                     | فوز           | [ 59 ]               |
| جوائز ساوث باي ساوث واست                                       | 16 مارس 2013   | جائزة الجمهور: أفضل فيلم طويل         | قصير الأجل 12                                                                                     | فوز           | [ 59 ]               |
| جوائز مهرجان ليالي تالين السوداء السينمائي الدولي [الإنجليزية] | 30 نوفمبر 2013 | أفضل فيلم حول الشباب                  | قصير الأجل 12                                                                                     | رُشِّح           | [ 60 ]               |
| جوائز مهرجان ليالي تالين السوداء السينمائي الدولي [الإنجليزية] | 30 نوفمبر 2013 | أفضل فيلم حول الشباب                  | أفضل فيلم                                                                                         | فوز           | [ 60 ]               |
| جوائز مهرجان بلد الوليد السينمائي الدولي [الإنجليزية]          | 26 أكتوبر 2013 | جائزة الجمهور                         | قصير الأجل 12                                                                                     | فوز           | [ 61 ]               |

### قوائم الأفضل
أُدرج فيلم قصير الأجل 12 ضمن العديد من قوائم النقاد لأفضل الأفلام، وفيم يلي جانب من هذه التصنيفات والقوائم:
- المركز الأول – كيت ويلش، «إندي واير»[63]
- المركز الأول – جيرمان لوسير، "/فيلم [الإنجليزية]"[64]
- المركز الأول – تاشا روبنسون، "ذا ديسولف [الإنجليزية]"[65]
- المركز الأول – مات سينغر، «ذا ديسولف»[65]
- المركز الثاني – ناثان رابين، «ذا ديسولف»[65]
- المركز الثاني – سكوت فاينبرغ، «هوليوود ريبورتر»[66]
- المركز الثالث – جو ريد، "مجلة ذا واير [الإنجليزية]"[67]
- المركز الثالث – كريستوفر أور، «ذا أتلانتيك»[68]
- المركز الثالث – فيلم سكول روجيكتس [الإنجليزية][69]
- المركز الثالث – درو مكويني، "هيتفيكس [الإنجليزية]"[70]
- المركز الثالث – أنجي هان، «/فيلم»[71]
- المركز الرابع – ديفيد شين، «/فيلم»[72]
- المركز الرابع – جو سوانبرغ، «إسكواير»[73]
- المركز الخامس – ديفيد إدلستاين، «مجلة نيويورك»[74]
- المركز الخامس – كيمبرلي جونز، "ذا أوستن كرونيكل [الإنجليزية]"[75]
- المركز الخامس – آن تومسون، «إندي واير»[76]
- المركز السادس – كيرستي بوشكو، «سينما بليند»[77]
- المركز السادس – جينيفيف كوسكي، «ذا ديسولف»[65]
- المركز السابع – بيتر دوبريج، «فارايتي»[78]
- المركز الثامن – تود ماكارتي، «هوليوود ريبورتر»[79]
- المركز الثامن – كريستوفر روزن ومايك رايان، «هافينغتون بوست»[80]
- المركز التاسع – ريني رودريغيز، «ميامي هيرالد»[81]
- المركز التاسع – "ياهو! موفيز [الإنجليزية]"[82]
- المركز العاشر – تاي بور، «بوسطن غلوب»[83]
- المركز العاشر – مات غولدبرغ، "كولايدر"[84]
- المركز العاشر – جو نويماير، «نيويورك ديلي نيوز»[85]
- المركز العاشر – جيمس براردينيلي، «ريل فيوز»[86]
- المركز العاشر (مُناصفة مع فيلم «المدهش الآن») – جايك كويل، «أسوشيتد برس»[87]
- أفضل 10 أفلام (مُرتبة حسب الترتيب الأبجدي، وليس من حيث التقييم) – كينيث توران، «لوس أنجلوس تايمز»[88]
- أفضل 10 أفلام (مُرتبة حسب الترتيب الأبجدي، وليس من حيث التقييم) – جو مورغنستيرن، «وول ستريت جورنال»[89]

صنفت مُؤسسة نقابة الكُتاب سيناريو كريتون كواحد من أفضل سيناريوهات الأفلام في سنة 2010. أشاد العديد بسيناريو كريتون، واعتبروه «مُحملاً بالعواطف الحقيقية والتعاطف المستمر. [...] إنه نص رائع للقراءة للحصول على إرشادات حول كيفية نمو الشخصيات للانفتاح والترابط مع بعضها البعض. تبدأ العديد من الشخصيات، بما في ذلك غرايس، القصة بشكل وقح أو دفاعي أو قريب، لكن مع مرور المشاهد ينكشف ببُطء للمُشاهد حجم الصدمة والألم الذي تُخفيه هذه الشخصيات، وهي الخطوة الأولى نحو الشفاء من هذا الألم.»

### الغياب عن حفلات توزيع الجوائز الكبرى
على الرغم من الإشادة العالمية من النقاد والجماهير على حد سواء، فقد غاب فيلم «قصير الأجل 12» وطاقم تمثيله تمامًا عن قوائم الترشيحات والجوائز لحفلات توزيع الجوائز الكُبرى التي أُقيمت في تلك السنة، خاصة في حفل توزيع جوائز الأوسكار، وهو الأمر الذي انتقده بشدة العديد من النقاد والصحفيين وطائفة واسعة من الجُمهور. وُجهت انتقادات كبيرة خصوصا نحو تجاهل هؤلاء لأداء بري لارسون، الذي لاقى استحسانًا واسعًا واستشهد به العديد من النقاد والصحفيين باعتباره أحد أفضل العروض لهذا العام. وصفت مجلة فوربس الأمريكية هذا التجاهل بأنه «أمر صادم»، بينما وصفته مجلة ذا أتلانتيك بأنه «مُخيب للآمال» ولكنه «بالكاد صادم»، آخذة بعين الاعتبار كون فيلم قصير الأجل 12 فيلم مُستقل بميزانية صغيرة.

## وصلات خارجية
- قصير الأجل 12 على موقع IMDb (الإنجليزية)
- قصير الأجل 12 على موقع ميتاكريتيك (الإنجليزية)
- قصير الأجل 12 على موقع روتن توميتوز (الإنجليزية)
- قصير الأجل 12 على موقع نتفليكس (الإنجليزية)
- قصير الأجل 12 على موقع قاعدة بيانات الأفلام العربية
- قصير الأجل 12 على موقع ألو سيني (الفرنسية)
- قصير الأجل 12 على موقع أول موفي (الإنجليزية)
- قصير الأجل 12 على موقع بوكس أوفيس موجو (الإنجليزية)
- قصير الأجل 12 على موقع فيلمافينيتي (الإسبانية)
- قصير الأجل 12 على موقع قاعدة بيانات الفيلم (الإنجليزية)